# Taupo (vulcano)
Il Taupo è un supervulcano riolitico, al centro dell'Isola del Nord della Nuova Zelanda, la cui caldera è occupata dal lago Taupo. Questo enorme vulcano ha prodotto due delle eruzioni più violente dei tempi geologicamente recenti.
Il vulcano Taupo fa parte della zona vulcanica di Taupo, una regione di attività vulcanica che si estende da Ruapehu a sud, attraversa le regioni di Taupo e Rotorua, e raggiunge a nord Whakaari/White Island, nella baia dell'Abbondanza.
Taupo ha avuto le prime eruzione circa 300 000 anni fa, ma le eruzioni principali che hanno avuto un impatto tuttora visibile sul paesaggio circostante sono l'eruzione di Oruanui (circa 26 500 anni fa), responsabile della creazione della moderna caldera occupata dal lago, e l'eruzione di Hatepe (circa 1 800 anni fa). Il vulcano ha avuto molte altre eruzioni, le maggiori sono avvenute ad un ritmo di mille anni circa.

## Eruzioni riolitiche
La lava riolitica del vulcano è un magma viscoso, con un alto contenuto di silice. Se il magma non contiene molto gas, la riolite tende a formare duomi di lava. Tuttavia, se miscelato con gas o vapore, le eruzioni riolitiche possono essere estremamente violente: il magma schiuma per formare pomice e cenere, che viene eruttato con grande forza. Quando il vulcano crea un pennacchio stabile, che raggiunge l'alta atmosfera, la pomice e la cenere vengono soffiate lateralmente, fino a ricadere al suolo coprendo il paesaggio come neve.
Se il materiale eruttivo si raffredda troppo rapidamente e diventa più denso dell'aria, sale meno in alto, ed il pennacchio improvvisamente collassa, formando un flusso piroclastico che colpisce la superficie con violenza, devastando le pendici del vulcano come una slavina e diffondendosi ad elevatissima velocità. I depositi di pomice e cenere, sufficientemente caldi, si compattano per formare l'ignimbrite.

## Eruzioni antiche
Le eruzioni ignimbrite precedenti alla formazione del supervulcano si verificarono più a nord rispetto a Taupo. Due eruzioni, intorno a 1,25 e 1,0 milioni di anni fa, furono abbastanza grandi da generare uno strato di ignimbrite che coprì l'isola del Nord, da Auckland a Napier.
Anche se il Taupo è attivo da 300 000 anni, le eruzioni esplosive sono diventate più comuni 65 000 anni fa.

## Eruzione di Oruanui
L'eruzione di Oruanui del Taupo è stata la più grande eruzione degli ultimi 70 000 anni, con un indice di esplosione vulcanica pari a 8.
L'eruzione è avvenuta nel 25 360 a.C. ed ha generato circa 430 km³ di depositi piroclastici da ricaduta, 320 km³ di colate prioclastiche (PDC) – principalmente ignimbrite– e 420 km³ di materiale primario nella caldera, equivalente a 530 km³ di magma. La caldera prodotta da quest'eruzione è stata in buona parte riempita dal moderno lago Taupo.

## Eruzione di Hatepe
L'eruzione di Hatepe (nota anche come "eruzione del Taupo") è la più recente eruzione maggiore del vulcano Taupo; avvenne circa 1800 or sono ed è, di fatto, l'eruzione più violenta del mondo degli ultimi 5 000 anni.
La principale colata piroclastica devastò tutta l'area circostante, scavalcando oltre 1500 metri per arrivare alle vicine catene montuose di Kaimanawa e del monte Tongariro, e coprendo il terreno nel raggio di 80 chilometri con uno strato di ignimbrite, da Rotorua a Waiouru. Solo il monte Ruapehu era abbastanza alto da deviare il flusso. La potenza del flusso piroclastico fu così forte che in alcuni punti erose più materiale di quanto ne sostituì con ignimbrite. I materiali eruttivi colmarono le valli, appianando il paesaggio della regione. Tutta la vegetazione all'interno dell'area venne distrutta e i depositi di pomice e cenere disciolti nell'acqua formarono lahar in tutti i principali fiumi.
L'eruzione espanse ulteriormente le dimensioni del lago, che si era formato dopo la grande eruzione di Oruanui, occupandone la caldera. L'emissario esistente del lago venne bloccato, inducendo un'alzata del livello del lago a 35 metri sopra il livello attuale, fino a farlo defluire in un'enorme alluvione che durò per più di una settimana con una portata di circa 200 volte maggiore a quella del fiume Waikato.